# Petro

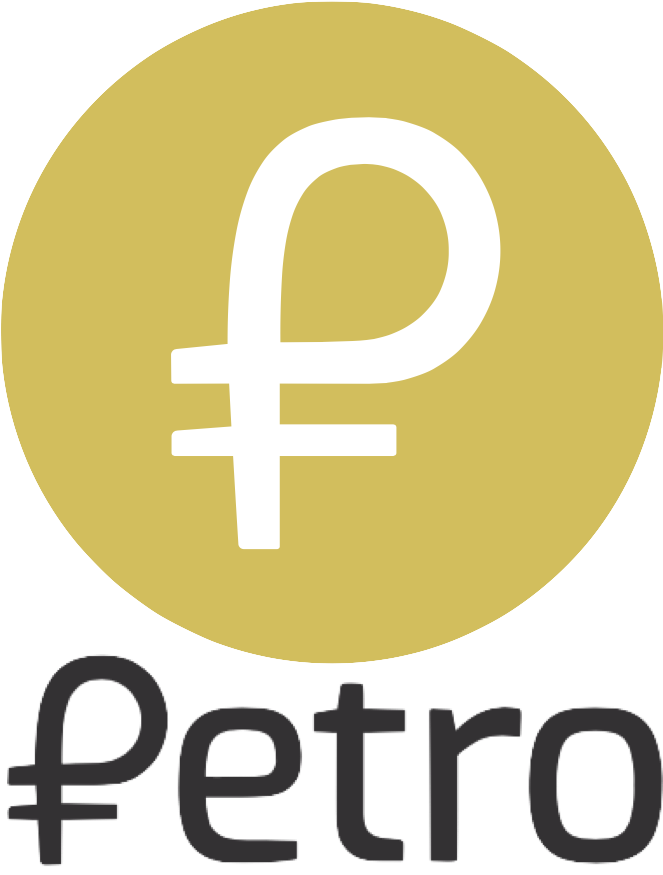
Logo do Petro venezuelano

O Petro foi uma criptomoeda estatal, idealizada pelo governo da Venezuela. Vista como alternativa para se fugir do embargo econômico, está associada às riquezas naturais do país, como uma maneira de fugir da crise econômica. Diamantes também participam da cesta de moedas. A moeda pode ser usada para pagar impostos.

## História
Anunciado em dezembro de 2017, deve ser apoiado pelas reservas de petróleo e minerais do país e tem como objetivo complementar a moeda bolívar fuerte ('bolívar forte') da Venezuela, como meio de contornar as sanções dos EUA e ter acesso a financiamento internacional. Em 20 de agosto de 2018, foi introduzido o bolívar soberano ('bolívar soberano'), com o governo declarando que estaria vinculado ao valor da moeda petro.
Em 5 de janeiro de 2018, Nicolas Maduro anunciou que a Venezuela emitiria 100 milhões de tokens do petro, o que colocaria o valor de toda a emissão em pouco mais de US $ 6 bilhões. Também estabeleceu um grupo consultivo governamental de criptomoedas chamado VIBE para atuar como "uma base institucional, política e legal" a partir da qual o petro será lançado.
Também em janeiro, em resposta ao petro, a Assembleia Nacional da Venezuela, chefiada pela oposição Mesa Redonda da Unidade Democrática, declarou o petro como uma emissão ilegal de dívida por um governo desesperado por dinheiro e disse que não o reconheceria.
Em um documento que vazou e foi revisado pela Reuters, a VIBE recomendou que o governo vendesse US $ 2,3 bilhões em petros em uma oferta privada com um desconto de até 60%, indicando que "a avaliação de Maduro do nascente petroleiro enfrenta ceticismo de mercado significativo", seguido por US $ 2,7 bilhões em petros oferecidos ao público um mês depois, com o restante "compartilhado entre o governo e a VIBE".  It also suggested that the government accept tax payments in petros as well as allow PDVSA, the country's state-owned oil company, incorporate cryptocurrencies in its dealings with foreign companies.
Em janeiro de 2020, o presidente venezuelano Nicolás Maduro decretou a obrigatoriedade de pagar com petro por serviços de documentação do governo e combustível de avião para aviões em voos internacionais.
De acordo com diversos relatos e matérias jornalisticas, possivelmente é uma criptomoeda centralizada (sob controle do governo ditador venezuelano) e fraudulenta.

### Lançar
A pré-venda do petro começou em 20 de fevereiro de 2018 às -04: 00 UTC e terminou em 19 de março de 2018 às -04: 00 UTC.  38,4 milhões de tokens foram disponibilizados. O governo afirmou que a pré-venda arrecadou US $ 3,3 bilhões, embora, de acordo com Steve Hanke, nenhuma auditoria independente tenha sido feita para verificar essa afirmação.
A identidade tecnológica do petro foi desconcertante durante sua gênese. Inicialmente, o white paper do petro afirmava que a moeda estaria na plataforma Ethereum, mas o white paper foi alterado no lançamento e a plataforma passou a ser NEM. No entanto, mesmo após o lançamento, white papers em vários idiomas ainda compartilhavam informações conflitantes sobre a plataforma da qual o petro fazia parte.  Em outubro de 2018, o white paper foi alterado mais uma vez, e um desenvolvedor principal do Ethereum, Joey Zhou, afirmou que o novo white paper petro foi flagrantemente plagiado do repositório GitHub do Dash. A versão mais recente do white paper revelou que o petro era um clone, efetivamente um fork, da criptomoeda Dash, teoricamente desmascarando a ideia de que o petro foi construído em uma plataforma blockchain separada.
Devido ao lançamento não organizado do governo venezuelano, os golpistas conseguiram estabelecer suas próprias moedas "petro" em várias plataformas de criptomoeda, embora esses esquemas não tenham obtido muito sucesso.
A segunda fase do lançamento do petro envolve uma venda pública de 44 milhões de tokens.

### Petro ouro
Em 21 de fevereiro de 2018, o petro gold, uma criptomoeda lastreada em ouro, foi anunciado em um discurso transmitido pela televisão pelo presidente da Venezuela, Nicolás Maduro. Não estava claro se o ouro por trás das fichas seriam reservas de ouro reais ou algum tipo de parcela da riqueza mineral inexplorada do país.

### Reforma da moeda
Em agosto de 2018, o governo Maduro realizou uma reforma monetária, centrada na substituição do antigo bolívar fuerte pelo bolívar soberano.